# استفاده بدون مجوز
استفاده بدون مجوز (به انگلیسی: Off-label use) یا استفادهٔ خارج‌ازدستور یا استفاده بدون برچسب، استفاده از داروی تجویزی در این موارد می‌باشد: جهت اندیکاسیون تأیید نشده، گروه سنی تأیید نشده، دوز تأیید نشده، یا خارج از مسیر تأیید شده روش مصرف دارو. هم داروهای نسخه‌ای و هم داروهای بدون نسخه (Over-the-Counter) (OTC) را می‌توان به روش بدون مجوز (یا بدون برچسب) نیز مصرف کرد، گرچه بسیاری از مطالعات مرتبط با چنین مصارفی، بر روی داروهای نسخه‌ای تمرکز دارند.
عموماً مصارف بدون مجوز، قانونی‌اند، مگر این که از رهنمودهای اخلاقی یا مقررات تنظیمی امنیتی تخلف کنند. توانایی نسخه‌نویسی دارو برای استفاده‌های فراتر از اندیکاسیون‌های تأیید شده رسمی را اغلب به نیت اثرات خوب به کار می‌برند. به عنوان مثال، متوترکسات اغلب به صورت بدون مجوز (بدون برچسب) استفاده می‌شود، چرا که اثرات تعدیلی-ایمنی‌اش موجب تخفیف اختلالات متعددیست. با این حال، کاربرد بدون مجوز، مستلزم ریسک‌های سلامتی و مسئولیت‌های قانونی مختلفیست. بازاریابی دارویی برای کاربردهای این چنینی اغلب ممنوع می‌باشد.